# 日本列島8時です
日本列島8時です（にほんれっとうはちじ-）は1979年4月7日から1980年9月27日まで毎週土曜8:00 - 8:30にTBS系列で放送された番組。
系列外局の福井放送でも、同時ネットで放送されていた。

## 出演者
三上彩子

## テーマ音楽と挿入曲
- 『鉄道草』歌：ライムライトキャンキャン （作詞・作曲：ライムライトキャンキャン、編曲：ライムライトキャンキャン）
- 『上昇気流』「日本列島8時です」挿入曲

## 終了後
- 終了後は後の番組である「八木治郎ショー」と時間統合し、「八木治郎ショー・いい朝8時」として放送され以後この枠は毎日放送制作の番組になっている。